# Javi Hernández
Francisco Javier "Javi" Hernández González (Salamanca, 6 juni 1989) is een Spaans voetballer die als middenvelder speelt. Hij is een neef van Guti.

## Clubvoetbal
Hernández werd geboren in Salamanca. In 2002 sloot hij zich aan bij de jeugd van UD Salamanca, waar Real Madrid hem in 2005 weghaalde. Hernández stroomde in 2008 door naar Real Madrid Castilla, maar slaagde er uiteindelijk nooit in om door te stoten naar de hoofdmacht van Real Madrid. Na een uitleenbeurt aan het Zweedse Halmstads BK keerde hij in 2011 terug naar UD Salamanca, dat toen in derde klasse speelde. Nadat de club in 2013 failliet ging, trok Hernández naar reeksgenoot CD Ourense. Ook deze club ging echter failliet, waarop Hernández bij reeksgenoot Burgos CF tekende. Een jaar later verhuisde hij naar Roemenië, waar hij voor ACS Poli Timișoara ging spelen. Hierna speelde hij in Polen voor Górnik Łęczna, in Azerbeidzjan voor Qäbälä PFK en wederom in Polen voor Cracovia Kraków. In het seizoen 2019/20 speelde Hernández in India voor ATK. Hij scoorde het winnende doelpunt in de blessuretijd van de playoff-finale van de Indian Super League waardoor hij landskampioen werd met zijn club.